# All of Us (álbum)
The Existence of Chance Is Everything and Nothing While the Greatest Achievement Is the Living of Life, and so Say All of Us o simplemente All of Us es un álbum lanzado en 1968 por la banda británica de rock psicodélico Nirvana el cual incluye Tiny Goddess, Trapeze, y Frankie the Great. Su canción más conocida, Rainbow Chaser, abre el álbum con sus prominentes efectos de fase; y Tiny Goddess, una de sus baladas, viene después.
Rainbow Chaser fue un sencillo número 1 en Dinamarca en abril de 1969. Permaneció en el top 10 por un mes. 
La foto de portada representa a algunas de las figuras más famosas de la historia del mundo conduciendo una procesión a través de una masa de cadáveres. Rainbow Chaser fue su único top 40 en el Reino Unido.

## Lista de temas
- Todas las canciones escrtias por Patrick Campbell-Lyons y Alex Spyropolous.

1. Rainbow Chaser – 2:38
2. Tiny Goddess – 4:03
3. The Touchables (All of Us) – 2:59
4. Melanie Blue – 2:40
5. Trapeze – 2:49
6. The Show Must Go On – 2:40
7. Girl in the Park – 2:41
8. Miami Masquerade – 2:48
9. Frankie the Great – 2:29
10. You Can Try It – 3:18
11. Everybody Loves the Clown - 2:00
12. St. John's Wood Affair - 4:18

La colección de 2003 Universal Island Remasters contiene 16 temas incluyendo 4 lados B como Bonus Tracks:
- 13. Flashbulb
- 14. Oh! What a Performance
- 15. Darling Darlene
- 16. C Side of Ocho Rios

Todas las canciones compuestas por Patrick Campbell-Lyons y Alex Spyropoulos

## Personal
- Patrick Campbell-Lyons – Guitarra y voces
- Ray Singer – Guitarra y voces
- Alex Spyropoulos – Piano y teclados

## Producción
- Brian Humphries – ingeniero, productor
- Gered Mankowitz – fotografía